# Moonie
Moonie est un petit hameau situé dans la région des Western Downs au sud du Queensland, en Australie à 331 km à l'ouest de Brisbane, à 204 km à l'ouest de Toowoomba, à l'embranchement de la Leichhardt Highway et de la Moonie Highway.
Son nom dérive de la rivière Moonie, qui a d'abord été écrit Mooni par Sir Thomas Mitchell en novembre 1846 quand il passa à travers la région. [1]
C'est un tout petit hameau qui se compose d'une école publique, d'une station-service, de quelques maisons, d'un club de sport et d'un motel. En décembre 1961, Moonie a été le premier site pétrolier commercial mis en service ; sa production est très limitée représentant de moins de un pour cent du pétrole et des réserves de gaz du pays. [2] Le champ de pétrole est toujours opérationnel et produit 35 000 litres de pétrole par jour. [3]
La région est également une zone agricole qui produit des céréales, des bovins de boucherie et des agneaux Premier.